# Захоплення бурових вишок «Чорноморнафтогазу»
У березні 2014 року, під час російської інтервенції до Криму, підрозділами ЗС РФ було захоплено українські бурові платформи «Петро Годованець» і «Україна» (відомі як «вишки Бойка»), що належать Чорноморнафтогазу. Вишки на той час знаходилися у територіальних водах України на Одеському газовому родовищі. Були захоплені також СПБУ «Таврида» і СПБУ «Сиваш».
У грудні 2015 року бурові платформи були переміщені до Голіцинського родовища біля узбережжя Криму.
Станом на 2022 рік, на кожній із чотирьох вкрадених установках російські військові встановили засоби радіоелектронної розвідки та боротьби. Зокрема, РЛС типу «Нева» та гідроакустичні системи, завдяки чому російські військові контролювали надводний, повітряний і підводний простір у північно-західній частині моря між Кримом та Одесою.
20 червня 2022 року під час російського широкомасштабного вторгнення, Україна завдала ракетних ударів по вишкам, а у серпні 2023 року їх було повернуто під контроль України.

## Передумови
За повідомленням Юрія Продана, Україна інвестувала у «Чорноморнафтогаз» порядка 12 млрд грн. На морському шельфі Одеського газового родовища було розміщено дві самопідіймальні плавучі бурові установки: В312 — «Петро Годованець» (побудовану у 2010) та В319 — «Україна» (побудовану у 2012). Разом з буровими вишками були куплені два нових шельфових судна — буксири «Федір Урюпін» та «Мис Тарханкут».

## Перебіг подій

### Російсько-українська війна
19 березня 2014 року міністр енергетики України Юрій Продан повідомив, що дві бурові установки, що належали українській компанії «Чорноморнафтогаз», були захоплені російськими військами.
Розслідування Інформнапалму, що було оприлюднене у вересні 2015, виявило що бурові установки були захоплені десантниками 104-го десантно-штурмового полку Повітрянодесантних військ РФ. Головним фігурантом розслідування став військовослужбовець полку Іван Козлов.
1 квітня 2014 Генеральна прокуратура України почала розслідування в рамках кримінальної справи щодо факту злочинного загарбання українських державних вишок. Внаслідок клопотання старшого слідчого рішенням суду від 23 грудня 2015 було накладено арешт на бурові установки «Петро Годованець» та «Україна».
Орієнтовно у кінці жовтня — початку листопада 2015 на вишках були вимкнені транспондери — система ідентифікації суден AIS, що передає габарити, курс та інші дані в радіоефір.
14 грудня 2015 з'явилося повідомлення, що вишки були відбуксирувані до Криму. Завдяки аналізу переміщення захоплених раніше українських буксирів «Федір Урюпін» та «Мис Тарханкут», вдалося встановити, що вишки були відбуксирувані ще 7-8 грудня на Голіцинське родовище до узбережжя Криму. Бурові платформи під час транспортування супроводжувалися сторожовим катером Прикордонної служби ФСБ РФ і ракетним катером Чорноморського флоту ВМФ РФ, які відігнали турецьке судно, що трапилося їм на шляху.
15 грудня 2015 корабель «Переяслав» і водолазне судно «Нетішин» ВМС України терміново вийшли у море в район вишок. Прибувши на місце, шлях «Нетішину» перегородив прикордонний сторожовий корабель проекту 22460 «Аметист» (бортовий номер 055). В результаті переговорів з російського корабля передали застереження покинути район. Підійшов також російський ракетний катер «Р-109» (бортовий номер 952) і, маневруючи, показував, що готовий до атаки. На борту «Нетішина» зіграли «боєготовність 1», але із Південної військово-морської бази у Миколаєві отримали наказ відійти. «Нетішин» покинув район.
Чергове розслідування Інформнапалму, опубліковане 8 січня 2016 , показує що вишки на той час досі знаходилися під охороною російських десантників, а також військовослужбовців 25-го полку спецпризначення ГРУ, з якого ідентифікований Олександр Алімов, і морської піхоти РФ — 810-ї бригади морської піхоти, з якої був опізнаний Данило Моргунов.
На початку грудня 2016, за словами військового прокурора України Анатолія Матіоса, ракетний катер ВМФ РФ змусив відійти корабель Прикордонної служби України. За повідомленням російських ЗМІ, бурові установки охороняв фрегат «Питлівий». Порушуючи встановлені міжнародні правила мореплавства, російське командування з уже вкрадених ними українських бурових платформ відмовилось відповідати на загальноприйнятому радіочастотному каналі на запити українських прикордонників.
27 січня 2017 року водолазне судно «Почаїв» ВМС України було обстріляне із захопленої бурової вишки. Прес-служба опублікувала фото пошкоджень корабля.
1 лютого 2017 року транспортний літак Ан-26 ЗСУ, перебуваючи у виключній (морській) економічній зоні України, був обстріляний з захопленої вишки стрілецькою зброєю.
Станом на березень 2020 року Морська охорона ДПСУ фіксувала факти здійснення незаконної діяльності РФ у виключній (морській) економічній зоні України: під час планового патрулювання та здійснення контролю за дотриманням законодавства України в прилеглій та виключній (морській) економічній зоні тактичною групою кораблів Морської охорони ДПСУ за підтримки прикордонної авіації обстежено, в тому числі, райони газоконденсатних родовищ. В районі Одеського родовища виявлено та розпізнано самопідйомні плавучі бурові установки (СПБУ) «Україна», перейменована окупаційною владою анексованого Криму у «Крим-1», та СПБУ «Таврида». На обох установках наявні ознаки продовження промислової діяльності, підняті прапори країни-агресора. Із наближенням до родовища на 5 морських миль, спостережна вахта кораблів Морської охорони розпізнала ракетний катер «Івановець» ЧФ РФ (проєкту 1241 «Молния»), який патрулював район родовища.
Навесні 2021 року на захоплених платформах несли постійну службу близько 50 військових РФ.

### Російське вторгнення 2022 року
За даними видання Defense Express, окрім свого природного призначення, вони служили як радіолокаційні та радіотехнічні пости спостереження. Бурові платформи також могли виконувати додаткові військові задачі: бути базою для диверсійно-розвідувальних груп, на них знаходились зенітні ракетні комплекси, служили проміжним пунктом дозаправлення транспортних вертольотів. Так, дальність польоту завантаженого Мі-8 складає близько 500 км, а довжина маршруту від авіабази у Саках до Зміїного та назад — 530 км.
За даними Центру журналістських розслідувань, на кожній із чотирьох вкрадених установках російські військові встановили засоби радіоелектронної розвідки та боротьби. Зокрема, РЛС типу «Нева» та гідроакустичні системи, завдяки чому російські військові контролювали надводний, повітряний і підводний простір у північно-західній частині моря між Кримом та Одесою.
Міністр оборони України Олексій Резніков сказав, що вишки, окрім розміщення станцій РЕБ служили для захисту кораблів ЧФ РФ від українських протикорабельних ракет:

| Мало того, що [вишки Бойка] взагалі в принципі вкрадені в України у 2014 році під час окупації Криму, росіяни на них розміщували свої станції РЕБ, росіяни використовували їх як захист для своїх кораблів, ховаючись за ними, щоб наш чарівний «Нептун» не міг дістати їх своїми системами наведення. |
| — Міністр оборони України Олексій Резніков, 24 червня 2022. |

20 червня 2022 року російська окупаційна адміністрація заявила, що начебто обидві вишки зазнали ракетного удару з боку України. Окупаційна адміністрація провела евакуаційну операцію, начебто на вишках на той час перебувало 12 чоловік, 5 було евакуйовано.
В середині серпня 2023 року поблизу бурових платформ відбулося бойове зіткнення між українськими військовими на чотирьох катерах та російським винищувачем Су-30. Інцидент був знятий з певної відстані з українського БПЛА. Російський літак невдало намагався уразити українські катери з гарматного та ракетного озброєння, та ці спроби були припинені пострілом ПЗРК, внаслідок якого літак зазнав ушкодження. ЗСУ звільнили вишки у серпні 2023 року.
Приблизно 8-9 серпня 2024 року морська стаціонарна платформа № 17 (МСП-17) на Штормовому газоконденсатному родовищі була знищена ВМС ЗС України спільно з Головним управління розвідки Міністерства оборони України.